# Barrio Jarana
El Barrio Jarana es un núcleo poblacional perteneciente al municipio de Puerto Real (Cádiz, España) y situado a 4 km de este.
En la barriada se encontraba un antiguo cortijo rodeado de árboles de todo tipo, hasta que construyeron un campo de golf, destruyendo árboles, pinos y senderos para caminar.
Cuenta con una pequeña parroquia denominada El Buen Pastor, una farmacia, un ambulatorio dependiente del Servicio Andaluz de Salud, guardería, vivero de plantas, bares, una tienda de alimentación básica y un pequeño polideportivo o sala de barrio.

## Historia
Hay testimonios de la existencia de poblamiento humano desde la Antigüedad cuya continuidad desde la Sacrana romana hasta la Jarana actual, estaría demostrada según algunos autores por la población medieval de Xarrana (Šarana/Xarana) de época islámica.
Se tiene constancia de que la zona era un importante centro de producción alfarera durante la época romana. Se han encontrado un horno en el cercano puente Melchor y durante la construcción de la carretera A–4 restos de una villa romana con un mosaico de Baco de enormes dimensiones. Las ánforas producidas en el actual territorio de Puerto Real servían para transportar vino y salazones a otros lugares del Imperio romano; en Roma, en el Monte Testaccio, se han hallado restos de ánforas producidas en Puerto Real. Algunos autores sitúan en el actual término de Puerto Real el enclave romano de Portus Gaditanus, cuya localización exacta sigue siendo objeto de debate aún hoy.

## Casas del Ingeniero o casas iglús

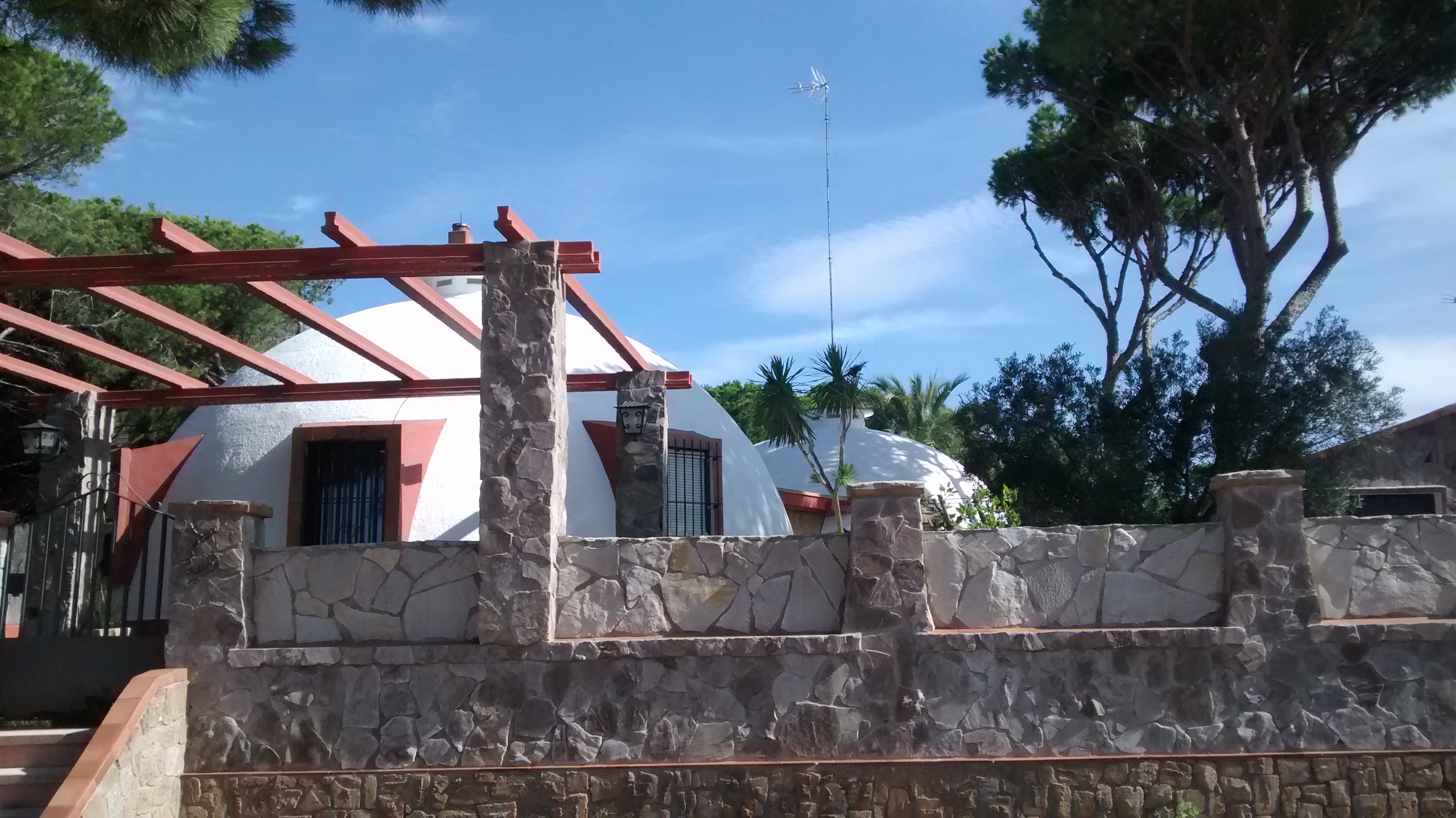
Las "Casas del Ingeniero" son unas casas realizadas con una tecnología novedosa para su época. Están protegidas como Patrimonio histórico y actualmente están habitadas.

Las Casas del Ingeniero aunque comúnmente conocidas como las casas iglús por su forma arquitectónica responden al sistema llamado «vivienda Vicam» ideadas con patente industrial por el ingeniero Luffini son viviendas incluidas en el Inventario de Bienes Reconocidos del Patrimonio Histórico Andaluz como bienes inmuebles de arquitectura modernista o contemporánea. El Movimiento Moderno es una corriente arquitectónica del siglo XX que se caracteriza por la simplificación de las formas y el empleo de materiales como el acero y el hormigón.
Según se reseña en el citado inventario:
Las Casas del Ingeniero, situadas en el Barrio de Jarana, responden a una concepción de vivienda obrera, útil y económica. Este sistema fue ideado por el ingeniero Luffini y llevado a proyecto por el arquitecto Joaquín Barquín y Barón en 1955 en Puerto Real. Originariamente eran cinco, aunque en la actualidad sólo permanecen cuatro, cada una tiene 50 metros cuadrados y, según el informe del propio arquitecto, “responden al afán de resolver el problema de la vivienda digna y a la vez económica para la clase media y obrera”.
Aunque idea original del ingeniero Luffini, fue llevado a proyecto arquitectónico por Joaquín Barquín Barón, arquitecto sevillano que trabajó en Cádiz para la Diputación gaditana. Joaquín junto a su hermano Fernando, intervinieron en la construcción de más de 20.000 viviendas sociales y entre ellas las cinco viviendas iglús de Puerto Real.
Otras experiencias similares son la Dymaxion House de Buckminster Fuller o la casa CFS-2 de Casto Fernández Shaw.
De las cinco casas del Ingeniero de Puerto Real, cuatro de ellas se constituyen actualmente como viviendas unifamiliares. Su interior consta de 3 dormitorios, cocina, salón y cuarto de baño articulados alrededor de un pasillo circular situado en el centro de la circunferencia de la planta de la casa. La cubierta semiesférica se remata con un gorrete de aireación perforado por ocho pequeñas ventanas. En el exterior las viviendas iglú posee un jardín. Dos de los iglúes están unidos. El tercero y el cuarto iglú, junto a los otros dos se encuentran cercados por un muro alto que solo deja ver el gorrete de ventilación. El quinto iglú está abandonado y posee un porche de acceso a la casa.

## Cercanías
- Puerto Real, a cuyo término pertenece la barriada.
- San Fernando